# Monticiano
Monticiano is een gemeente in de Italiaanse provincie Siena (regio Toscane) en telt 1446 inwoners (31-12-2004). De oppervlakte bedraagt 109,1 km², de bevolkingsdichtheid is 13 inwoners per km².
De volgende frazioni maken deel uit van de gemeente: Bagni di Petriolo, San Lorenzo a Merse, Scalvaia.

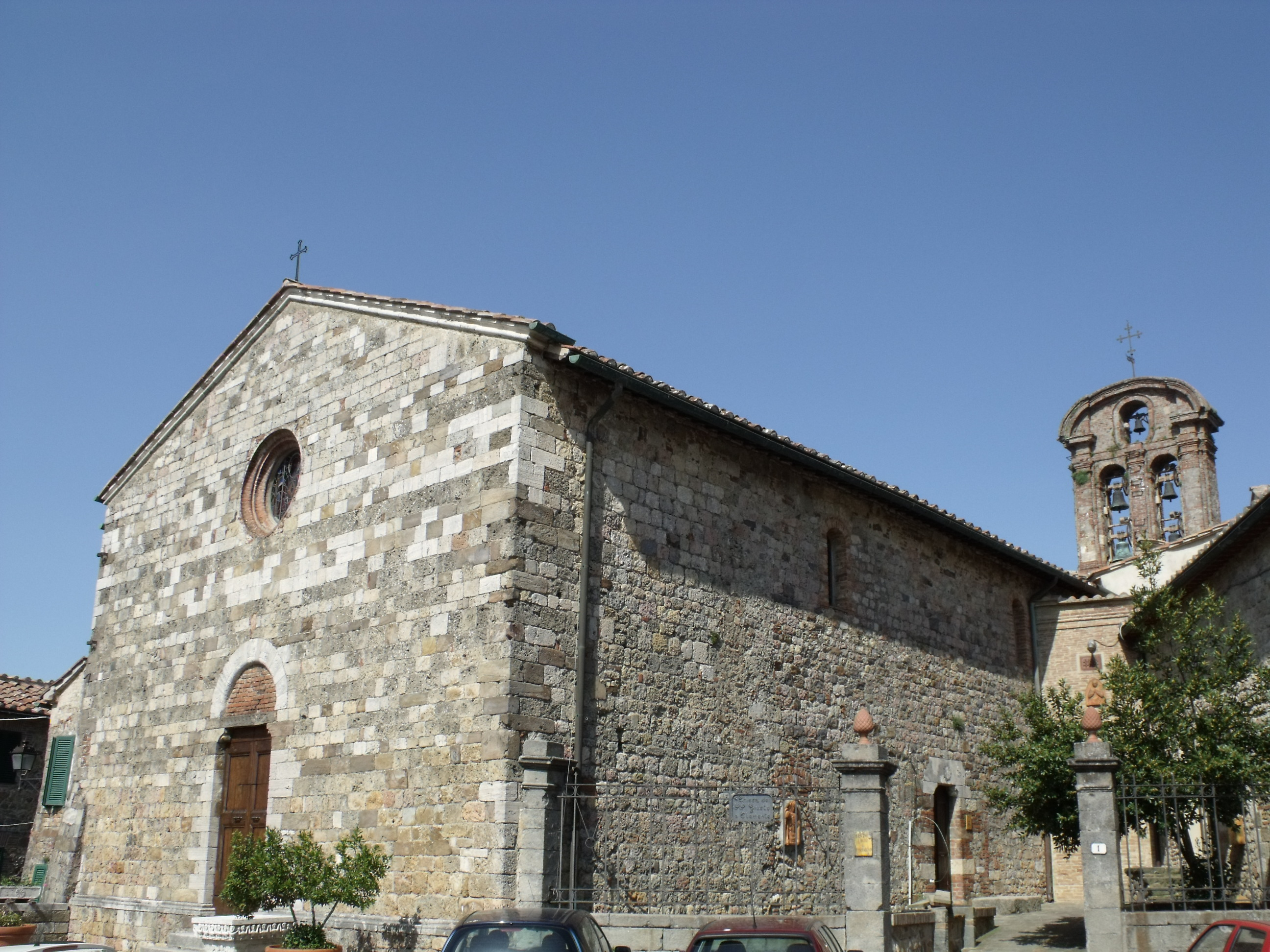
Kerk van St. Giusto en St. Clemente
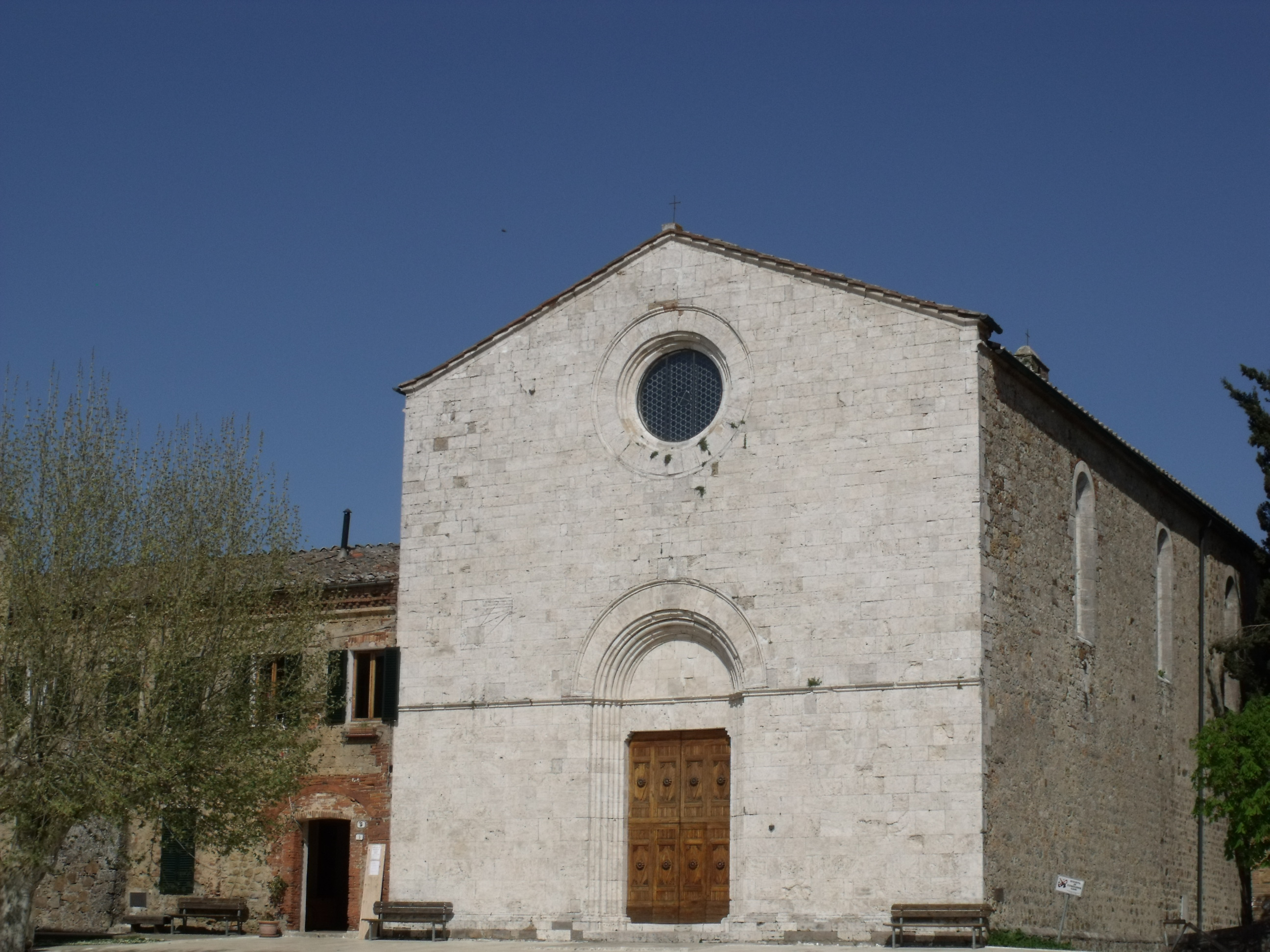
Kerk del beato Anonio Patrizi
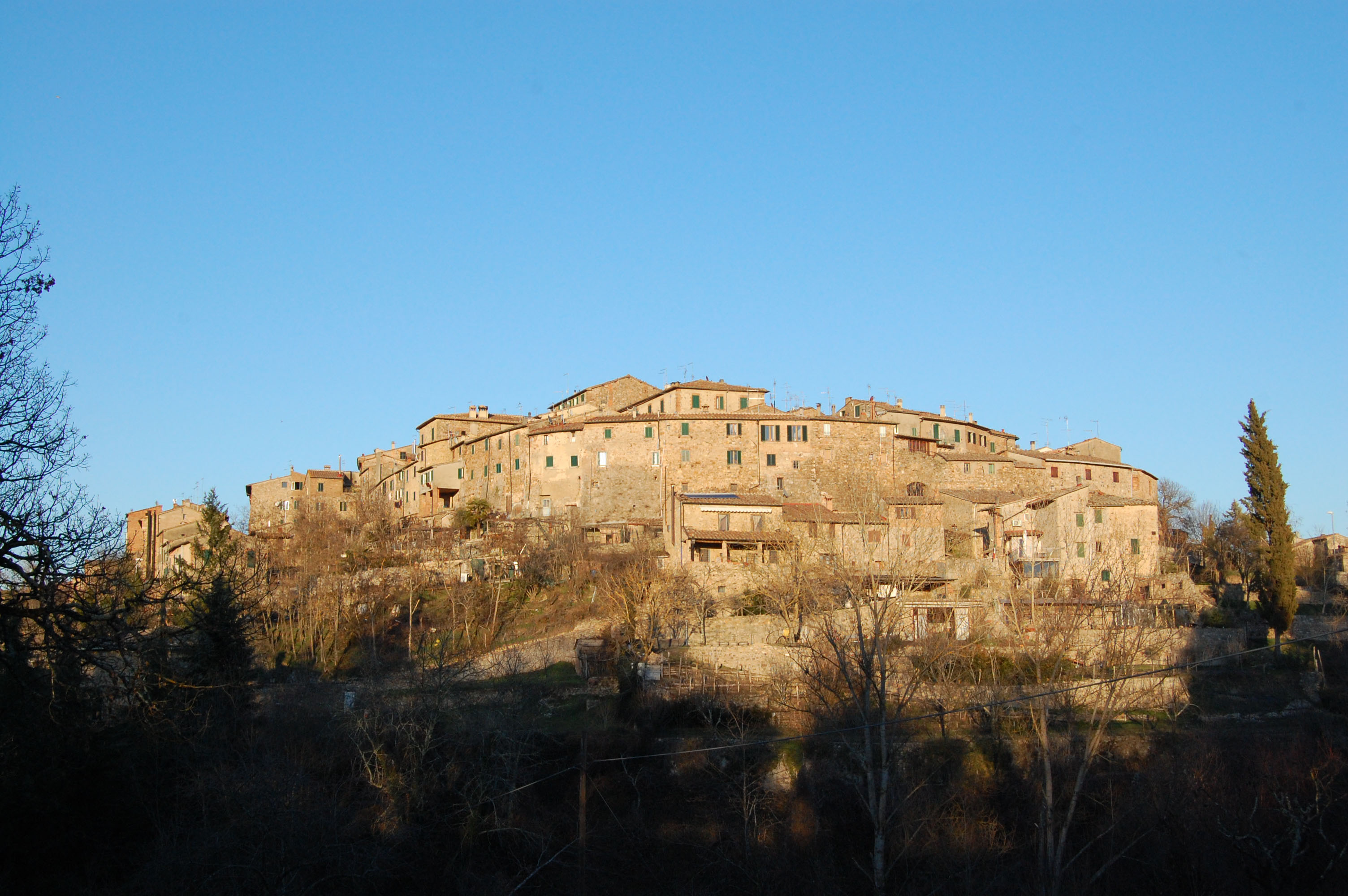
Monticiano

## Demografie
Monticiano telt ongeveer 652 huishoudens. Het aantal inwoners daalde in de periode 1991-2001 met 2,5% volgens cijfers uit de tienjaarlijkse volkstellingen van ISTAT.
| Jaar | Inwoneraantal |
| ---- | ------------- |
| 1991 | 1444          |
| 2001 | 1408          |

## Geografie
De gemeente ligt op ongeveer 375 m boven zeeniveau.
Monticiano grenst aan de volgende gemeenten: Chiusdino, Civitella Paganico (GR), Murlo, Roccastrada (GR), Sovicille.

## Geboren
- Carlo Petrini (1948-2012), voetballer en voetbalcoach